# Uncaria elliptica
Uncaria elliptica är en måreväxtart som beskrevs av Robert Brown och George Don jr. Uncaria elliptica ingår i släktet Uncaria och familjen måreväxter. IUCN kategoriserar arten globalt som akut hotad. Inga underarter finns listade i Catalogue of Life.